# Баурчи (Гагаузия)
Баурчи́ (рум. Baurci; гаг. Baurçu) — село в Молдавии, в составе автономного территориального образования Гагаузия. Входит в состав Чадыр-Лунгского долая (района). Является одним из самых крупных в автономии.

## Название
Название села происходит от рельефа местности и состоит из двух слов «Байыр» (Возвышенность) и «Ичи» (Внутри), что означает «внутри возвышенности».

## История
На современной территории села, как и по всему Буджаку до появления задунайских переселенцев, долгое время проживали небольшие племена татар-ногайцев. Они вели кочевой образ жизни и жили в кишлах, занимаясь скотоводством. Некоторые первоначальные данные о селе, относятся к 1787—1791 гг. С момента своего основания в 1812 году, Баурчи имело статус колонии и входило в состав Верхне-Буджакского округа.
В период с 1822 по 1828 год было проведено статистическое описание населения и местности, согласно которому, колония Баурчи располагалась по обеим сторонам лощины Казаклия в районе двух бывших татарских поселений: Кара-Туркмен, находившегося на ручье Казаклия, и Туркмен (Киши-Мурза), находившегося на ручье Лунгуца.
По состоянию на 1827 год, в колонии проживал 571 человек в составе 123 семьи, из них колонистов — 531 чел, не колонистов — 40 чел. На территории колонии были построены: деревянная церковь Св. Николая, 94 плетневых дома, 6 ветряных мельниц и 16 колодцев. В хозяйствах содержалось 366 лошадей, 1248 голов рогатого скота и 2228 овец.
В 1844 году в селе проживало 166 семей. В конце 1940-х годов созданы 4 колхоза, объединившихся вскоре в единый колхоз «40 лет Октября». В 1960-х годах построено 3-этажное здание средней школы.

## География
Расположено в южной части АТО Гагаузия, в 30 км от столицы автономии — муниципия Комрат, в 6 км к востоку от села Конгаз и в 12 километрах к западу от города Чадыр-Лунга. Через село протекает река Баурчи (правый приток реки Лунга, водосборный бассейн реки Ялпуг), которая питается из двух источников: дождевого (находится в 3,2 км севернее села) и постоянного (родник, расположен по руслу в 0,4 км ниже дождевого источника).

## Население
Баурчи — второе по величине село в Гагаузии после Копчака. Согласно переписи населения 2004 года, в селе Баурчи проживало 8783 человека.
По данным переписи населения 2004 года в селе проживали:
- 8597 (97.8 %) гагаузы
- 53 (  0.6 %) молдаване
- 41 (  0.5 %) болгары
- 44 (  0.5 %) русские
- 29 (  0.3 %) украинцы
- 15 (  0.2 %) цыгане
- 4 (  0.1 %) другие

## Климат
| Показатель                                                                   | Янв. | Фев. | Март | Апр. | Май  | Июнь | Июль | Авг. | Сен. | Окт. | Нояб. | Дек. | Год  |
| ---------------------------------------------------------------------------- | ---- | ---- | ---- | ---- | ---- | ---- | ---- | ---- | ---- | ---- | ----- | ---- | ---- |
| Абсолютный максимум, °C                                                      | 1,8  | 4,6  | 10,2 | 16,6 | 22,7 | 26,6 | 28,9 | 28,9 | 23,0 | 15,9 | 9,7   | 3,9  | 13,6 |
| Средняя температура, °C                                                      | −1,5 | 0,7  | 5,4  | 11,4 | 17,5 | 21,7 | 24,1 | 23,8 | 18,1 | 11,6 | 6,4   | 0,8  | 11,6 |
| Абсолютный минимум, °C                                                       | −4,8 | −3,1 | 0,8  | 5,9  | 11,7 | 16,2 | 18,6 | 18,4 | 13,4 | 7,5  | 3,2   | −2,1 | 7,1  |
| Норма осадков, мм                                                            | 38   | 29   | 38   | 49   | 56   | 66   | 52   | 41   | 43   | 41   | 38    | 39   | 530  |
| Средняя влажность, %                                                         | 82   | 76   | 69   | 64   | 59   | 57   | 56   | 53   | 60   | 71   | 79    | 81   | 67,2 |
| Источник: https://ru.climate-data.org/европа/молдова/гагаузия/баурчи-199503/ |      |      |      |      |      |      |      |      |      |      |       |      |      |

## Водные ресурсы
Водные ресурсы села представлены поверхностными и подземными водами. Поверхностные источники воды как и качественные ресурсы питьевой воды в селе Баурчи ограничены.
Поверхностные воды
Поверхностные воды села Баурчи представлены протекающей через населённый одноимённой рекой. Ближайшими крупным водоёмом являются Конгазское водохранилище и река Ялпуг, расположенные в 3,5 км северо-западнее села. Поверхностные воды не могут использоваться для обеспечения жителей села питьевой водой.
Подземные воды
Подземные воды региона и села Баурчи характеризуется превышением максимально допустимой концентрации вредных веществ, установленных санитарными стандартами качества питьевой воды по содержанию концентраций фтора, бора, натрия, сероводорода и железа. Вместе с этим, вода из подземных источников является единственно возможным вариантом централизованной системы водоснабжения села. В настоящее время в АТО Гагаузия улучшение качества питьевой воды из подземных источников путём их очистки не представляется возможным, поскольку влечёт значительные эксплуатационные расходы. Властями рассматривается единственный вариант решения проблемы качества воды в регионе — подача воды из реки Прут.

## Водоснабжение и водоотведение
По состоянию на 2016 год в селе Баурчи покрытие централизованной системой водоснабжения составляло 70 % домохозяйств. Система водоотведения и очистные сооружения в селе отсутствует. Неочищенные бытовые стоки сбрасываются в ближайшие водоёмы.
В настоящее время власти не рассматривают строительство и эксплуатацию очистных сооружений в селе как эффективное решение проблемы. Разработана концепция строительства региональной системы очистки сточных вод, в которую будут включены близлежащие к селу Баурчи населённые пункты: села Конгаз, Казаклия и Бешалма.

## Экология
В период ядохимизации сельского хозяйства, объявленного Н. С. Хрущёвым в 1970-х годах, в агропредприятия региона было завезено большое количество высокотоксичных препаратов. После повсеместного запрета на их применение, в период с 1978 по 1987 год 25 тонн просроченных ядохимикатов было помещено в неприспособленный склад, находящийся на территории села, что приводило к их неконтролируемому выветриванию, проникновению в почву и грунтовые воды. В 2016 году ядохимикаты были утилизированы.